# Expedition Dolly
Expedition Dolly är en roman skriven av Per Anders Fogelström och utkom 1958. Den utspelar sig i Stockholm i slutet av 1950-talet. 

## Romanfigurer
- Vilhelm Vilhelmson  ”Ville” – konstnär
- Axel Karlsson ”Acke Demikern” – granne till Vilhelm
- Dolly Dahl – granne till Vilhelm, sambo med Acke
- Putte Lundström – vän och gammal skolkamrat till Vilhelm, vän med Dolly
- Rickard A:son Bock – författare och frilansjournalist
- Ängeln – prostituerad flicka